# Bockholmen (Vårdö, Åland)
Bockholmen är en ö på Åland (Finland). Den ligger i Skärgårdshavet och i kommunerna Vårdö och Saltvik i landskapet Åland, i den sydvästra delen av landet. Ön ligger omkring 30 kilometer nordöst om Mariehamn och omkring 260 kilometer väster om Helsingfors. Ön tillhör Vårdö kommun trots att området den ligger i är en exklav av Saltviks kommun som ligger inklämd mellan Vårdö och Sunds kommuner.
Öns area är 16,2 hektar och dess största längd är 0,7 kilometer i nord-sydlig riktning.
Bockholmen har Långholm i norr, Östra och Västra ören i öster, Bergön i sydöst samt Malören och Karskär i väster.
Terrängen på Bockholmen består av relativt tät hällmarksskog. Stränderna är klippiga utom i söder där de i stället består av sand och vass. Bockholmen sitter ihop med Malören genom ett lågt sandrev som sträcker sig i en båge från Bockholmens sydspets till Malören. Ovanför vattenytan är sandreveln smal, inte mer än något tiotal meter, men under vattnet sträcker den sig cirka hundra meter åt söder och väster och uppfyller dessutom nästan hela viken mellan Bockholmen och Malören.
Bockholmen är obebyggd. Närmsta bebyggelse finns på Västra ören.

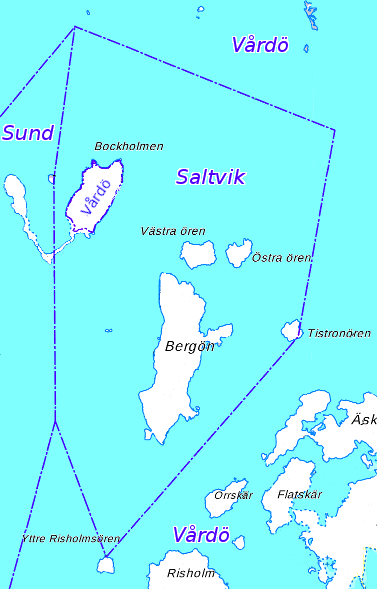
Bockholmen tillhör Vårdö kommun och utgör en enklav inuti en exklav till Saltviks kommun.